# Зубар Віктор Володимирович
Віктор Володимирович Зубар (15 серпня 1923, с. Пільний Олексинець Городоцький район Хмельницька область — 3 вересня 1994, с. Витилівка Кіцманський район Чернівецька область) — український поет, драматург, з 1963 — член НСПУ.

## Біографія
Віктор Володимирович Зубар народився 15 серпня 1923 року у селі Пільний Олексинець Городоцького району Хмельницької області (на той час Кам'янець-Подільської).
Був учасником Другої Світової війни.
По війні, 1947 року закінчив фельдшерсько-акушерську школу в Івано-Франківську. 
Працював у селах Західної України, а з 1956 року постійно проживав у селі Витилівка Кіцманського району Чернівецької області.
Перші віршовані спроби автора опубліковані в обласній газеті «Червоний кордон» 1937 року. 

Утискувався владою та органами за націоналізм, піддавався критиці компартійними функціонерами відділення Спілки письменників на Буковині. Була заборона на друк його творів у пресі та у видавництвах.

Віктор Зубар був активним громадським діячем, одним із перших просвітян Буковинського краю, відданим українським патріотом.
Під час Горбачовської відлиги організував осередок «Просвіти» у своєму селі Витилівка.
Віктор Зубар — відомий український поет, якого благословив у велику літературу Максим Рильський. Він є автором багатьох поетичних книг, драми-феєрії «Вітрова донька» та лібрето однойменної опери, музику до якої написав композитор Юрій Мейтус.
Віктор Володимирович Зубар помер 3 вересня 1994 року.
Посмертно відзначений Літературною премією імені Дмитра Загула.
1995 року на знак вшанування творчої і громадської діяльності Віктора Володимировича Зубара Кіцманська районна рада на пропозицію громадськості заснувала літературно-мистецьку премію його імені.

## Творчі здобутки
Віктор Зубар є автором збірок:
- «Пагіння» (1959);
- Вітрова донька (Драма-феєрія, 1964);
- «Синьогори», (1967):
- «Живокіст-зілля» (Драматична легенда, 1969);
- «Гірський потік» (Карпати, 1978);
- «Листям і росою» (Карпати, 1983);
- «До батька Тараса» (1993);
- «Пролісок», (1996);
- Легенда про дерева" (Бедрихів Край,2007).

Книжка «Легенда про дерева» є збіркою віршів для дітей, написаних у різні періоди творчості.

## Нагороди
- Літературна премія  імені Дмитра Загула (1995).